# William Barrymore
William Barrymore (17 de agosto de 1899 - 23 de abril de 1979) foi um ator nascido na Rússia e radicado ao cinema estadunidense na era do cinema mudo, atuando em 31 filmes entre 1925 e 1934.

## Carreira
Seu primeiro filme foi o seriado The Santa Fe Trail, em 1923, ainda com o nome Elias Bullock. Nos Westerns The Range Terror e Don X, ambos em 1925, foi creditado como Boris Bullock. No western seguinte, Ridin' Wild (1925), pela Robert J. Horner Productions, fez o principal personagem e foi creditado como Kit Carson. Nos filmes seguintes, intercalava algumas vezes esses dois nomes, e depois intercalou mais um nome, William Barrymore. Atuou no seriado The Mansion of Mystery, em 1927. Seu último filme foi Lightning Range, em 1934, em que foi creditado Boris Bullock.

## Vida pessoal e morte
O verdadeiro nome de Barrymore era Elia Bulakh, e ele era um cossaco no exército do Czar Nicholau quando a Revolução Russa eclodiu, em 1917. Capturado por tropas bolcheviques na Sibéria, ele foi jogado em uma cela com outros oito soldados russos para aguardar a execução. Seus companheiros de cela, eventualmente, morreram, e foi-lhe dada uma lata de carne bovina como última refeição. Ele abriu sua tampa, aguçou-a e sorrateiramente cortou a garganta do guarda e fugiu. Foi inicialmente para a China, e depois para os EUA, onde se estabeleceu em Los Angeles e, eventualmente, tornou-se um ator. Ele usava inicialmente o nome Boris Bullock, mas um diretor em um de seus westerns mudou para William Barrymore, na esperança de fazer o público pensar que ele era um membro da família do ator famoso.
Bulakh foi casado com Blanche Fowler, com quem teve dois filhos e se divorciou. Exerceu também o cargo de deputado do Condado de Los Angeles.
Foi pai do diretor e roteirista de documentários estadunidense Dick Barrymore (1933–2008).
Morreu em San Diego, em 23 de abril de 1979 e, após a sua morte, seus restos mortais foram enterrados no Cypress Ver Mausoleum e Crematório em San Diego, Califórnia.

## Filmografia parcial
- The Santa Fe Trail (1923)
- Days of’ 49 (1924)
- Horse Sense (1924)
- The Range Terror (1925)
- Don X (1925)
- Ridin' Wild (1925)
- The Millionaire Orphan (1926)
- The Walloping Kid (1926)[3]
- Prince of the Saddle (1926)
- The Mansion of Mystery (1927, seriado)
- Across the Plains (1928)[4]
- The Fighting Cowboy (1933)
- The Whirlwind Rider (1934)
- Lightning Range (1934)